# Хардиков, Юрий Анатольевич
Ю́рий Анато́льевич Ха́рдиков (род. 3 мая 1958) — российский предприниматель и политик, бывший префект Северного административного округа Москвы в ранге министра Правительства Москвы (2007—2009), почётный энергетик РФ, заслуженный работник РАО «ЕЭС России», член Союза журналистов РФ, кандидат экономических наук.

## Биография
Родился 3 мая 1958 года в с. Мельниково Томской области.
Трудовую биографию после окончания Томского политехнического института начал в 1980 году в системе органов МВД СССР. После увольнения из системы МВД (1989) и получения второго высшего образования (журналист, 1991) стал заместителем генерального директора консорциума «Деловой мир» по Сибири и Дальнему Востоку, а затем руководил службой информации и печати Томского политехнического университета.
С 1995 по 1998 год возглавлял ОАО «ТОКО», был руководителем русско-чешского СП «Стивал — Сибирь», занимал должность советника экономического совета при губернаторе Томской области В. М. Крессе. В 1998—1999 годах являлся председателем Комитета по социально-экономическому развитию Администрации Томской области.
С 1999 по 2006 год Ю. А. Хардиков работал в системе РАО «ЕЭС России», где занимал должности:
- Генеральный директор ОАО «Кубаньэнерго»;
- Первый заместитель председателя правления, член совета директоров ОАО «Российские коммунальные системы»;
- Генеральный директор «ЦентрЭнерго» — представительства РАО «ЕЭС России» по управлению акционерными обществами центральной части России;
- Генеральный директор ОАО «Новосибирскэнерго»;
- Первый заместитель генерального директора «Сибирьэнерго»;
- Председатель совета директоров ОАО «Алтайэнерго», ОАО «Брянскэнерго»;
- Зам. Председателя Совета директоров ОАО «Волгоградэнерго»; ОАО «Смоленскэнерго», ОАО «Томскэнерго».

30 июля 2007 года назначен префектом Северного административного округа Москвы.
Префект САО Юрий Хардиков награждён Орденом святого благоверного князя Даниила Московского.
Женат. Имеет четырёх сыновей и дочь.
В январе 2009 рядом СМИ была распространена ложная информация о якобы нескольких возбуждённых уголовных делах. Эту информациию подхватил и преемник Хардикова на посту префекта Олег Митволь в интервью нескольким издательствам. Согласно решению суда эти заявления были признаны порочащими честь, достоинство и деловую репутацию Юрия Хардикова. Издательство slon.ru, являвшееся первоисточником, признанно виновным и напечатало опровержение
В ноябре 2009 года Тверской райсуд столицы санкционировал заочный арест Юрия Хардикова, который был объявлен в международный розыск. На незаконное решение Тверского суда вышло решение Верховного суда РФ, а также решения Генеральной прокуратуры о незаконности заочного ареста , но арест по прежнему не снят.
21 мая 2010 года обнаружен за границей (предположительно в Германии), предупреждён о невыезде. Поданы документы на экстрадицию в Россию. В опубликованном открытом письме Хардиков заявил о намерении просить политического убежища за рубежом.
В сентябре 2010 года Хардиков перемещается в Вильнюс. Было обнародовано сообщение о том, что Хардиков якобы перевёл из Германии в один из литовских банков крупную сумму денег, в связи с чем Служба по расследованию финансовых преступлений и Вильнюсская окружная прокуратура начали досудебное расследование. Информация не подтвердилась и Хардиков подаёт прошение о предоставлении политического убежища в Литве, прошение было удовлетворено. Миграционная служба Литвы признала уголовное преследование Хардикова в России по заявлению бывшего мэра Москвы коррумпированным и заказным.
20 декабря 2012 года обвинение с Хардикова снято, так как возбуждение уголовного дела признано незаконным, заочный арест отменён. После более 3 лет проведённых в ссылке, Хардиков вернулся в Россию.
В 2013 году получил лицензию капитана. В 2014 году отправился в кругосветное путешествие северным морским путём через Арктику на модифицированной яхте «Амель Арктик 55».